# Thuringien
Stratigraphie
Saxonien
Le Thuringien est une ancienne subdivision de l'échelle des temps géologiques, qui regroupe dans la nomenclature actuelle aux époques du Guadalupien et Lopingien. Son stratotype est caractérisé par les schistes pyriteux et le calcaire dolomitique de Thuringe. 
Le Thuringien correspondait au Permien supérieur et au Zechstein.